# Genderfuck
Genderfuck er en sammentrækning af to engelske ord, henholdsvis gender (køn) og fuck (her i betydningen at parodiere, lave rod i eller lege med), der refererer til en selvbevidst prøven på at fucke med eller lege med de traditionelle opfattelser af kønsidentitet, kønsroller og præsentationer af køn. Det bliver brugt som en parodi og overdrivelse til at trække opmærksomhed over på transitionen af kønsroller, hvor det prøver at udstille dem som kunstige. Brugen har været diskuteret i en artikel fra 1992 af June Reich et al. med titlen "Genderfuck: the law of the dildo." Eksempler på genderfuck inkluderer personer, der eksperimenterer med traditionelle opfattelser af køn ved fx at optræde offentligt med sekundære kønskarakteristika som for eksempel bryster og skæg.

## Historie
Betegnelsen kan dateres tilbage til mindst 1974 hvor Christopher Lonc skrev en artikel med titlen "Genderfuck and Its Delights" ("Genderfuck og dets glæder") i bladet "gay sunshine". Lonc skrev:
| Citat         | Jeg vil kritisere kvindernes roller og mændenes også. Jeg vil prøve at vise dem hvor ikke-normal jeg kan være. Jeg vil håne og ødelægge hele kosmologien af restriktive kønsroller og seksuel identifikation. | Citat |
| C. Lonc, 1974 | |       |

Genderfuck har den generelle intention at forsøge at præsentere en forvirrende kønsidentitet, som bidrager til at ødelægge den binære tankegang. Denne ide stammer fra de identitetspolitiske bevægelser i 1950'erne og 60'erne, der som styrende tanke mente, at det personlige er politisk.
Genderqueer personer kan vælge at inkludere eller ekskludere elementer af genderfuck. Genderfuck implicerer ikke kun en opfordring til forvirring for at nedbryde de binære køn men efterlader også et mere flydende rum til selv-udtrykkelse og selv-opdagelse med færre forventninger til normer og mere rum til leg ved at være radikalt ærlige. Selvom genderfuck ofte bliver associeret med queeridentitet, kan personer af enhver seksualitet praktisere genderfuck.